# トーマス・スコット・ボールドウィン

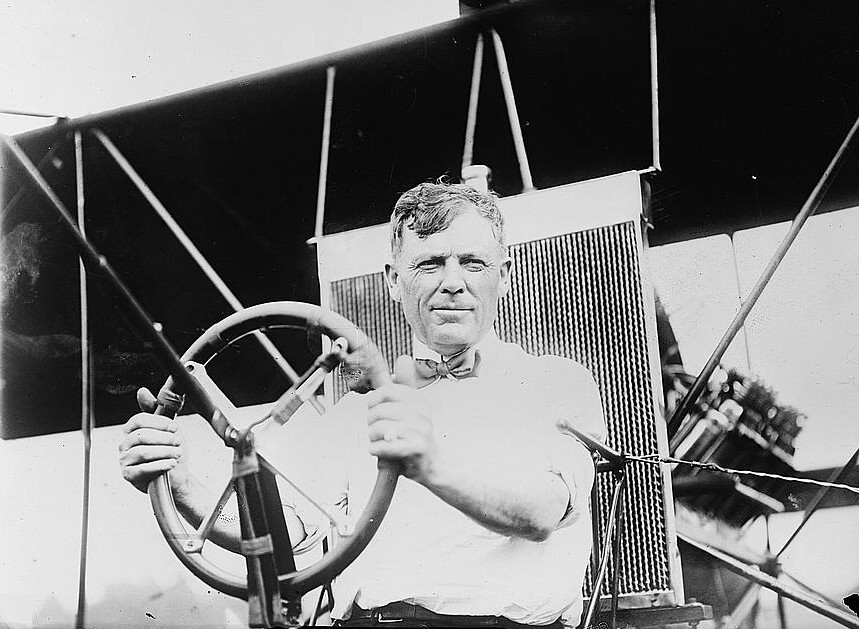
Red Devilの舵輪を握るボールドウィン（1910年代前半ごろ）

トーマス・スコット・ボールドウィン（Thomas Scott Baldwin、1860年6月30日 – 1923年5月17日）はアメリカ合衆国の気球のパイオニア、気球からパラシュート降下した最初のアメリカ人で日本を含むアジア諸国で最初の飛行を行った飛行家たちを率いた人物である。
1885年1月30日、アメリカ人として最初に気球からパラシュート降下して、「近代パラシュートの父」と呼ばれた。1900年にエンジン付の気球を製作した。グレン・カーチスのモーターサイクル用のエンジンを付け葉巻き型の水素気球を製作し「カリフォルニア・アロー号」と名づけた。1904年8月3日、セントルイスのルイジアナ物産展覧会でRoy Knabenshueの操縦でアメリカで最初の周回飛行に成功した。陸軍通信部隊は10,000ドルを、飛行船の購入のためにボールドウィンに支払い、ボールドウィンはカーチスのより馬力の大きいエンジンを搭載した29mの飛行船を製作し、これが最初の軍用飛行船として"SC-I" (Signal Corps Dirigible Number 1)の番号を得た。アメリカ航空クラブ（Aero Club of America）の最初の気球操縦士の認定を受けた。
1910年に最初の航空機を設計し、グレン・カーチスによって組み立てられた。初め25馬力の4サイクルエンジンを搭載したが、後にカーチスV8エンジンに換えられた。1910年10月7日と8日にカンサスシティで最初の飛行を行い、ニューヨーク州ベルモントに飛行機を移した。1910年12月、J・C・“バッド”・マーズ（J.C. "Bud" Mars）やトッド・シュライヴァー（Tod Shriver）らの飛行士とともにアジア諸国を訪問し、これらの地区の多くで最初の飛行を行って1911年の春に帰国した。日本では1911年に大阪城東の練兵場で大阪朝日新聞が無料の公開飛行を主催して何万人もの観衆を集めた。　

アジア旅行から戻ったあとカーチス・プッシャーのフレームを木製から鋼管にかえて60馬力のHall-Scott V-8エンジンを搭載した飛行機の開発を行った。この飛行機は毎時60マイルの速度を出すことができた。「レッド・デビルIII」と名付けられた。
1914年に飛行船の設計に戻り､アメリカ海軍最初の成功した飛行船DN-Iを設計した。パイロットの育成をはじめ、ヴァージニア州、ニューポートニュースのカーチス飛行学校の経営を始めた。後にアメリカ合衆国空軍の父と呼ばれることになるウィリアム・ミッチェルは彼の訓練生の一人である。第一次世界大戦にアメリカが参戦すると62歳であるにもかかわらず陸軍に志願した。通信部隊の航空部門の長に任じられ、気球の検査と製造を率いた。戦後はグッドイヤーに入り、飛行船の設計と製造を行なった。